# Henri Bernstein
Henri Bernstein (Parigi, 20 giugno 1876 – Parigi, 27 novembre 1953) è stato un drammaturgo francese, associato al teatro di Boulevard.

## Biografia

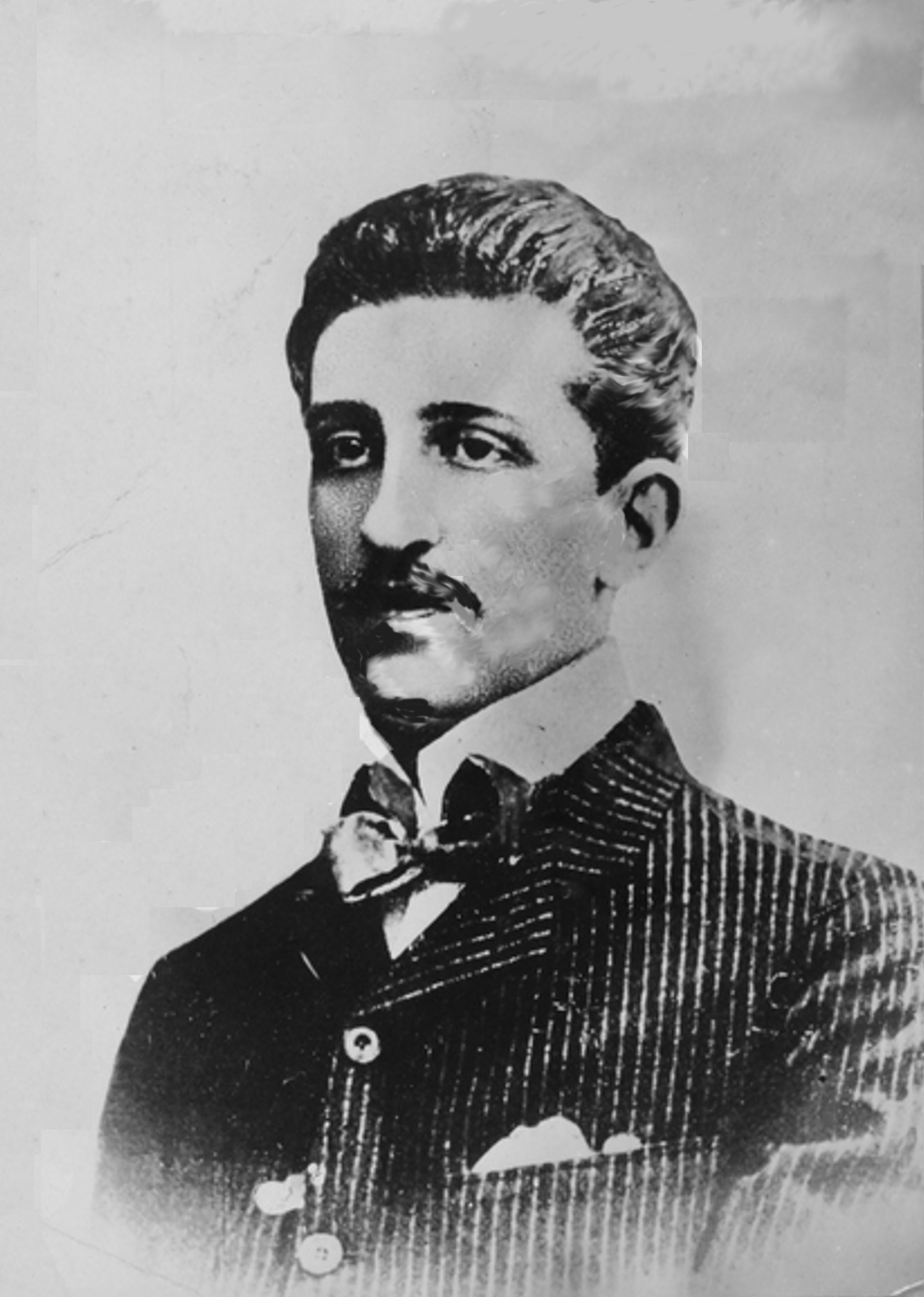
Henri Bernstein nel 1917

È stato uno dei più discussi ma anche uno dei più popolari autori dei primi quarant'anni del Novecento. La sua arte si è basata sulla descrizione della realtà del suo tempo e dei suoi problemi.
Il suo esordio avvenne nel 1900 con Le marché, dove furono già percepibili tutti gli elementi del suo teatro.
Due anni dopo mise in scena Le détour ("La via più lunga"), che trattò delle difficoltà della figlia di una donna dai facili costumi, di liberarsi dai pregiudizi, che alla fine la porteranno sulla cattiva strada. 
Dopo la parentesi di Frére Jacques con Le bercail del 1904, Bernstein, riprese la tematica dei conflitti interiori, tratteggiando una protagonista che oscilla fra la banale vita borghese del marito e quella bohèmiène di un letterato da strapazzo.
Con le due opere successive, La rafale (1905) e La griffe (1906), l'autore descrisse le storie di due umilianti degradazioni a causa, rispettivamente, del gioco d'azzardo e di un amore senile.
L'instancabile Bernstein proseguì la sua carrellata di storie intricate e torbide tratte dalla realtà con Le voleur (1906) e Samson (1907), dove entrano in scena la scaltrezza di una donna ladra, che scarica su un giovane innamorato le colpe di un furto, e la estrema follia di un banchiere che prova tutte le strade per rovinare l'amante della moglie.
L'autore rappresentò i toni della tragedia con Israël (1908), dove il protagonista scopre di essere figlio di un ebreo perseguitato, mentre in Après moi (1911) esplorò le tematiche del suicidio. Nello stesso anno dovette subire una pesante contestazione da parte dell'Action française, che contestò i contenuti filosemiti di questa sua opera.
Una svolta avvenne nel 1917, quando l'autore, occupandosi della guerra a fini espiatori, virò decisamente su tematiche spirituali, che per qualche anno interessarono particolarmente il drammaturgo, basti pensare a Judith (1922) per arrivare sino ad Evangéline (1952).
Nel 1939 mise in scena Elvire, che rivelò al pubblico parigino l'esistenza dei campi di concentramento.
Durante la seconda guerra mondiale si trasferì negli Stati Uniti d'America dove condusse una vita spensierata.

## Percorso artistico
Durante la sua lunga carriera, Bernstein seguì un suo percorso di rinnovamento, adottando in alcuni casi tecniche cinematografiche, in altri una specie di dimensione narrativa, vincolato però dalla presenza di una forma retorica e tendente all'esteriorità. L'autore cercò di abbracciare il "teatro di pensiero" seppur appesantito da colpi di teatro, scene madri, finali a effetto e un linguaggio crudo. Riuscì a tracciare un quadro ben definito della borghesia di inizio Novecento, mostrandola nella sua corsa verso il potere e verso un'esistenza materialista ed edonista.

## Opere principali

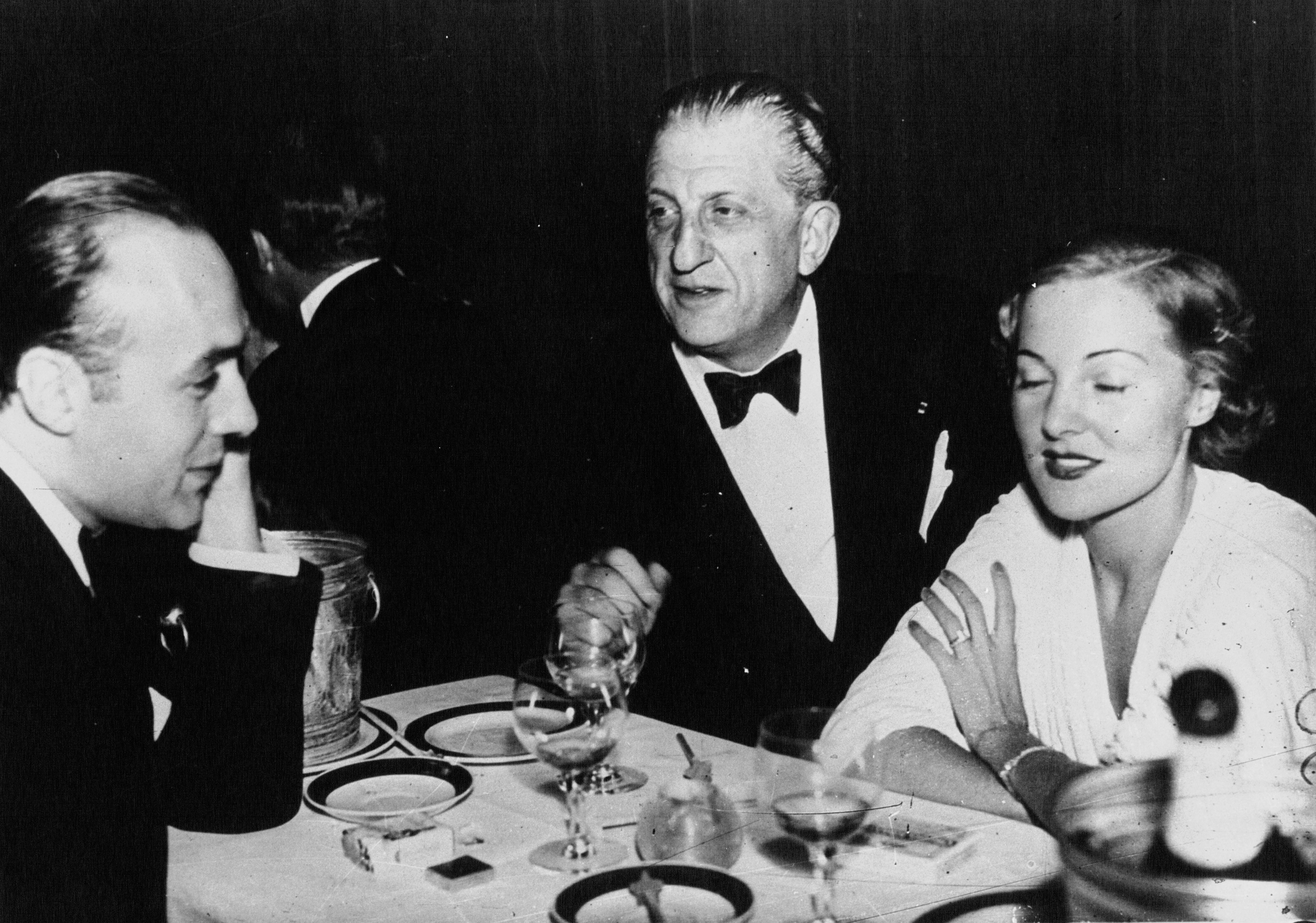
Henri Bernstein (al centro), con Charles Boyer e Pat Paterson, 1936

- 1900 : Le Marché, commedia in 3 atti, Théâtre Antoine, 12 giugno
- 1902 : Le Détour
- 1902 : Joujou, Théâtre du Gymnase, 26 novembre
- 1904 : Le Bercail
- 1905 : La Rafale, Théâtre du Gymnase
- 1906 : La Griffe
- 1906 : Le Voleur
- 1907 : Samson
- 1908 : Israël
- 1911 : Après moi
- 1912 : Le Détour, Théâtre du Gymnase
- 1912 : L'Assaut
- 1913 : Le Secret
- 1922 : Judith, Théâtre du Gymnase
- 1924 : La Galerie des glaces, Théâtre du Gymnase, 22 ottobre
- 1926 : Félix, Théâtre du Gymnase
- 1929 : Mélo
- 1933 : Le Bonheur
- 1936 : Le Cœur
- 1939 : Elvire
- 1949 : La Soif, Théâtre des Ambassadeurs, 09/02
- 1950 : Victor
- 1952 : Évangéline, di Henri Bernstein, Théâtre des Ambassadeurs, 2 ottobre
- 1955 : Espoir, di Henri Bernstein, Théâtre des Ambassadeurs, 16 settembre
- (?)  : Le Venin

## Film basati su opere di Henri Bernstein
- 1986 : Mélo
- 1953 : La bocca che sognava (tratto da Mélo)
- 1951 : La donna del mio destino (dialoghi di Henry Bernstein)
- 1938 : Delirio (tratto da Le venin)
- 1937 : Il messaggio
- 1937 : Labbra sognanti (tratto da Mélo)
- 1936 : L'assaut (scritto da Henry Bernstein)
- 1936 : Sansone
- 1934 : Il più bel sogno
- 1932 : Mélo
- 1932 : Der träumende Mund (tratto da Mélo)
- 1932 : The Washington Masquerade (tratto da The Claw)
- 1923 : Sansone (scritto da Henry Bernstein)
- 1922 : Shackles of Gold (tratto da Samson)
- 1920 : The Thief (tratto da Le Voleur)
- 1920 : Raffiche (tratto da La rafale)
- 1920 : Elevazione
- 1920 : La rafale
- 1919 : Izrael
- 1919 : Le bercail (scritto da Henry Bernstein)
- 1919 : Baccarat
- 1918 : La via più lunga
- 1918 : Der Dieb
- 1916 : Jou-Jou
- 1915 : Samson, regia di Edgar Lewis
- 1915 : Le voleur
- 1914 : The Thief (tratto da Le Voleur)